# Rudolf von Salis-Soglio (Stadtvogt)

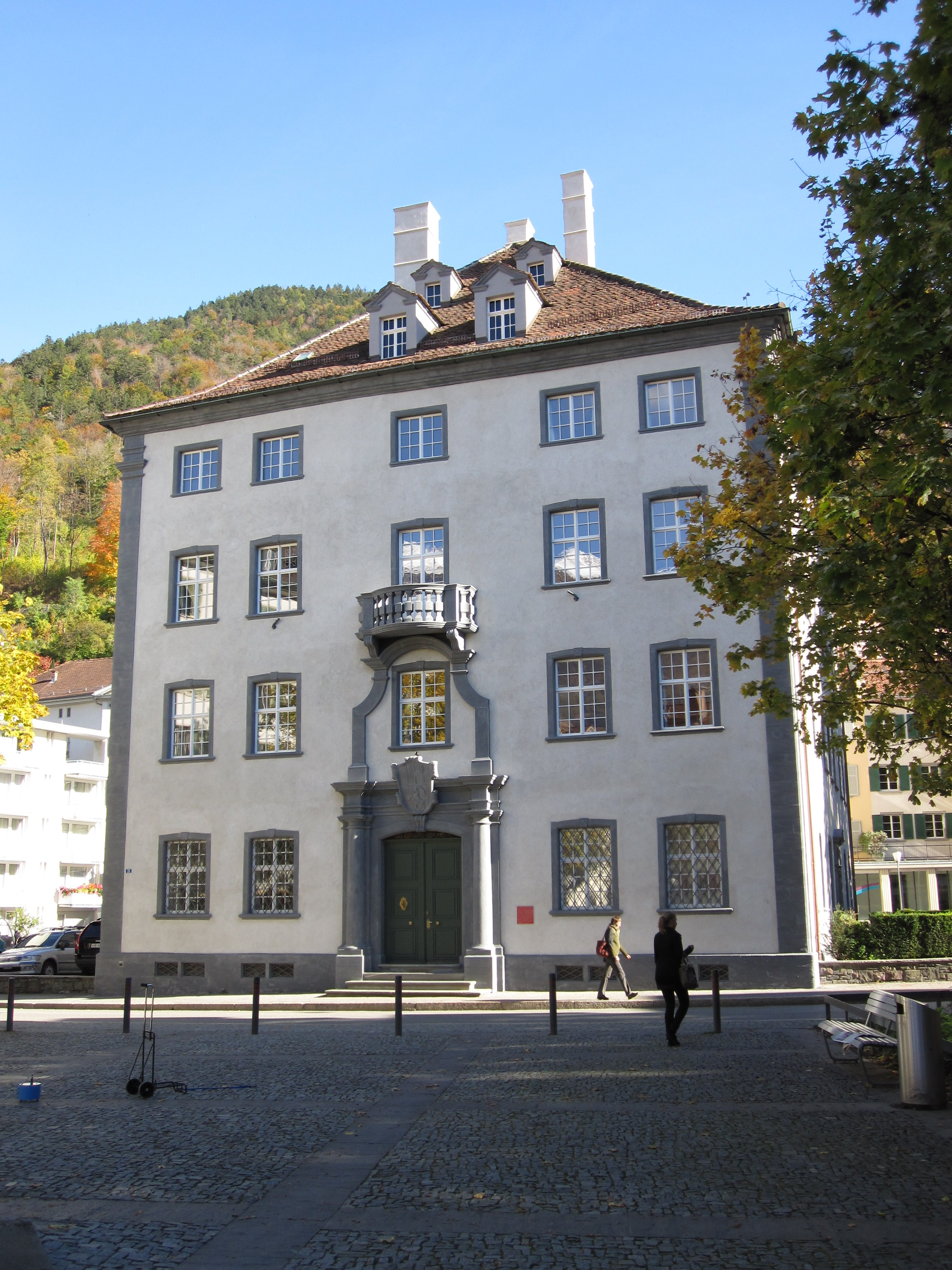
Das Neue Gebäu in Chur, Wohnhaus seiner Familie

Rudolf von Salis-Soglio (getauft am 21. August 1748 in Chur; † 29. März 1797 ebenda; heimatberechtigt ebenda und in Soglio) war Bündner Stadtvogt und Amtsbürgermeister. Er gehörte der reformierten Linie des Geschlechts Salis an.

## Leben und Wirken
Rudolf von Salis-Soglio war Sohn des Oberstleutnants Rudolf von Salis-Soglio und der Judith Buol. Er war Mitglied der Churer Schneiderzunft und heiratete Ursula (1753–1821), Tochter des Ulysses von Salis-Marschlins und der Barbara Nicolea von Rosenroll. Sie bewohnten das Neue Gebäu, das sein Vater 1751–1752 erbaut hatte. Im Jahr 1771 wurde Salis Zunftmeister und sieben Jahre später Oberzunftmeister.
Salis wurde 1783 Ratsherr, 1785 Profekt- und 1786 Zivilrichter sowie 1787 Stadtvogt. Das Bergell vertrat er 1782 und 1783 als Deputierter auf dem Bundstag der Drei Bünde. Salis kaufte 1782 die Herrschaft Widnau-Haslach mit Widnau, Schmitter und Au, die der 1759 im Mannesstamm erloschenen Lustenauer Linie der Grafen von Hohenems gehört hatte. In den Jahren 1793 bis 1797 amtierte Salis abwechselnd für je ein Jahr als «ruhender» und Amtsbürgermeister der Stadt Chur.

## Belege
1. 1 2  Jürg Simonett: Rudolf von Salis (Soglio). In: Historisches Lexikon der Schweiz.  30. Januar 2018.

| Personendaten    | Personendaten                           |
| ---------------- | --------------------------------------- |
| NAME             | Salis-Soglio, Rudolf von                |
| ALTERNATIVNAMEN  | Salis, Rudolf von                       |
| KURZBESCHREIBUNG | Bündner Stadtvogt und Amtsbürgermeister |
| GEBURTSDATUM     | 21. August 1748                         |
| GEBURTSORT       | Chur                                    |
| STERBEDATUM      | 29. März 1797                           |
| STERBEORT        | Chur                                    |